# Буз-ле-Бон
Буз-ле-Бон (фр. Bouze-lès-Beaune) — коммуна во Франции, находится в регионе Бургундия. Департамент коммуны — Кот-д’Ор. Входит в состав кантона Бон-Север. Округ коммуны — Бон.
Код INSEE коммуны — 21099.

## Население
Население коммуны на 2010 год составляло 333 человека.
| 1962 | 1968 | 1975 | 1982 | 1990 | 1999 | 2010 |
| ---- | ---- | ---- | ---- | ---- | ---- | ---- |
| 179  | 190  | 185  | 218  | 247  | 261  | 333  |

## Экономика
В 2010 году среди 218 человек трудоспособного возраста (15—64 лет) 173 были экономически активными, 45 — неактивными (показатель активности — 79,4 %, в 1999 году было 81,4 %). Из 173 активных жителей работали 162 человека (87 мужчин и 75 женщин), безработных было 11 (5 мужчин и 6 женщин). Среди 45 неактивных 13 человек были учениками или студентами, 21 — пенсионерами, 11 были неактивными по другим причинам.